# 阿列克谢·米哈伊利琴科
阿列克谢·米哈伊利琴科（烏克蘭語：Олексій Олександрович Михайличенко，1963年3月30日—）是乌克兰足球教练和前职业足球运动员。在球員生涯期间，他是一名多才多艺的攻擊型中場球员，以耐力和精準传球闻名。米哈伊利琴科目前在基輔迪納摩足球俱樂部担任主教練。

## 荣誉

### 俱乐部
基辅迪纳摩
- 苏联顶级联赛冠军：1981年、1985年、1986年、1990年
- 苏联顶级联赛亚军：1982年、1988年 、1989年（第三名）
- 蘇聯盃冠军：1985、1987、1990
- 欧洲杯赛冠军杯冠军：1986年

桑普多利亚
- 意大利甲级联赛冠军：1991年

格拉斯哥流浪者
- 蘇格蘭足球聯賽超級聯賽冠军：1992年、1993年、1994年、1995年、1996年
- 蘇格蘭足總盃冠军：1992年、1993年、1996年
- 蘇格蘭足總盃亚军：1994年

### 国际比賽
苏联
- 奧運會金牌：1988年
- 欧洲足球锦标赛亚军：1988年

### 个人
- 乌克兰足球先生（英语：Ukrainian Footballer of the Year）：1987年、1988年
- 苏联足球先生（英语：Soviet Footballer of the Year）：1988年

### 金球奖
- 1988年（英语：1988 Ballon d'Or）–第4名
- 1989年（英语：1989 Ballon d'Or）–第12名
- 1991年（英语：1991 Ballon d'Or）–第21名

### 教练
- 烏克蘭足球超級聯賽冠军：2003年、 2004年
- 烏克蘭足球超級聯賽亚军：2002年
- 乌克兰杯冠军：2003年
- 歐洲U-21足球錦標賽亚军：2006年